# Steve Hodge
Stephen Brian „Steve“ Hodge (* 25. Oktober 1962 in Nottingham) ist ein ehemaliger englischer und internationaler Fußballspieler der 1980er- und 1990er-Jahre.

## Sportlicher Werdegang

### Die ersten Profijahre (1980–1986)
Hodge, ein gleichsam zentraler als auch äußerer offensiver Mittelfeldspieler mit einem starken linken Fuß, trat im Jahr 1980 dem Verein Nottingham Forest als Nachwuchsspieler bei und debütierte am letzten Spieltag der Saison 1981/82 gegen Ipswich Town. Er wurde schnell zu einem der bevorzugten Spieler des legendären Trainers Brian Clough und wurde somit schnell zu einem Stammspieler, als Clough nach dem Gewinn zweier Trophäen im Europapokal der Landesmeister seine in die Jahre gekommene und sich langsam auflösende Mannschaft mit neuen Spielern verjüngte. Hodge erzielte als Mittelfeldspieler regelmäßig Tore und half der Mannschaft, sich in der oberen Tabellenhälfte zu etablieren, obwohl nach dem Umbruch weitere Titel ausblieben. Ein letzter Höhepunkt seiner Station in Nottingham war dann 1984 das Erreichen des Halbfinals im UEFA-Pokal, in dem der Verein nach einem 2:0 im Hinspiel noch aufgrund des 0:3 im Rückspiel beim RSC Anderlecht aus dem Turnier ausschied.
Im Sommer des Jahres 1985 wechselte Hodge dann überraschend für eine Ablöse von 450.000 Pfund von den East Midlands in die West Midlands zu Aston Villa. Hodge spielte fortan beständig in der Mannschaft von Aston Villa und aufgrund seiner starken Leistungen auf der linken Flügelposition (obwohl er weniger ein reiner Flügelstürmer als ein kreativer offensiver Mittelfeldspieler war) wurde der englische Nationaltrainer Bobby Robson auf ihn aufmerksam und setzte ihn erstmals für England als Einwechselspieler gegen die Sowjetunion in Tiflis ein. Hodge wurde für die kurz darauf folgende WM 1986 in Mexiko für einen der letzten freien Plätze im Kader nominiert. Einen Monat nach seinem ersten Einsatz wurde Hodge erstmals in der Nationalmannschaft von Beginn an eingesetzt, schlug dabei Schottland mit 2:1 im Wembley-Stadion und war plötzlich ein ernsthafter Konkurrent auf der Position des linken Flügelspielers für den technisch begabteren, aber auch weniger konstanten und defensivschwächeren John Barnes.
Obwohl Hodge zu diesem Zeitpunkt erst drei Länderspiele bestritten hatte, wurde er von Robson in die Mannschaft für die Weltmeisterschaft berufen. In den ersten beiden Gruppenspielen gegen Portugal und Marokko, die England beide nicht gewinnen konnte, wurde Hodge eingewechselt. Für das letzte und entscheidende Vorrundenspiel gegen Polen nahm Robson eine Reihe von Umstellungen in der Mannschaft vor und brachte Hodge in der Anfangself. Hodge konnte durch eine herausragende Leistung überzeugen, bereitete dabei durch einen Offensivlauf das zweite Tor von Gary Lineker vor, der mit seinem Hattrick in der ersten Halbzeit den Weg Englands in die zweite Runde ebnete. Im Achtelfinale stand England der Mannschaft aus Paraguay gegenüber. Auch in diesem Spiel sollte Hodge an einer entscheidenden Situation beteiligt sein, als er einen eigentlich unpräzisen Pass von Glenn Hoddle im Spiel hielt und den Ball mittig in den Lauf von Lineker schlug, der die Vorlage zu einem Treffer verwandelte. Erneut konnte England mit 3:0 gewinnen und wurde dann im Viertelfinale von Argentinien und einem denkwürdigen Spiel erwartet. Hodge sollte dabei auf seine Weise in die englische Sportgeschichte eingehen und war an einem denkwürdigen Moment in der Geschichte der Fußballweltmeisterschaften beteiligt. Als das Spiel in der Anfangsphase der zweiten Halbzeit noch torlos stand, versuchte Diego Maradona auf der rechten Seite, nahe dem englischen Strafraum, einen Doppelpass mit Jorge Valdano. Der Rückpass landete dabei jedoch hinter Maradona, so dass Hodge den Ball bekam und ihn mit seinem linken Fuß zurück zu seinem Torhüter Peter Shilton geben wollte. Es bleibt unklar, ob Hodge den nachsetzenden Maradona erkannt hat und deswegen wirklich den Ball zu Shilton passen wollte, oder ob er einen Befreiungsschlag plante. Er traf den Ball jedoch so unglücklich, dass dieser sich in einer hohen Flugkurve in Richtung Shilton bewegte. Sowohl der englische Torhüter als auch Maradona stiegen hoch, um den Ball zu erreichen, und obwohl Shilton wesentlich größer war, konnte Maradona den Ball über die Linie bewegen, mit seiner Hand. Der Schiedsrichter bewertete das Tor, das später als Hand Gottes bezeichnet wurde, als regelgerecht. Maradona erzielte durch einen bemerkenswerten Alleingang nur wenige Minuten später seinen zweiten Treffer, bevor Hodge dem Einwechselspieler Barnes die Möglichkeit zur Flanke gab, die Lineker zum Anschlusstreffer nutzte. England konnte jedoch den Ausgleich nicht mehr erzielen und schied danach aus. Hodge konnte nach dem Spiel sein Trikot mit Maradona tauschen und behielt dieses Trikot bis zum heutigen Tage.

### Nach der WM 1986 (1986–1988)
Hodge war auch weiter Teil der Mannschaft, die in der Qualifikation für die EM 1988 in Deutschland mit Siegen gegen Nordirland und Jugoslawien begann. Am Ende des Jahres 1986 wechselte er dann für 650.000 Pfund zu Tottenham Hotspur.
Tottenhams Trainer David Pleat baute Hodge auf der linken Seite als Teil eines fünfköpfigen offensiven Mittelfelds ein, an der Seite von Hodges Nationalmannschaftskollegen Hoddle und Chris Waddle, dem argentinischen Veteranen Osvaldo Ardiles und dem emsigen Paul Allen. All diese Spieler sollten torgefährlich sein und den einzigen zentralen Stürmer Clive Allen mit Vorlagen versorgen, was sich auch in die Tat umsetzen ließ. Hodge erzielte bei seinem ersten Spiel für Tottenham am Boxing Day des Jahres 1986 beim 4:0 gegen West Ham United seinen ersten Treffer und ließ drei weitere im Laufe einer Saison folgen, in der die Spurs um drei Trophäen spielten.
Unglücklicherweise für Hodge konnte er keinen Titel in diesem Jahr gewinnen, als er zunächst im Halbfinale des Ligapokals gegen den Lokalrivalen FC Arsenal verlor und zum Ende der Saison in der Meisterschaft noch auf den dritten Platz abfiel. Darüber hinaus unterlag Tottenham nach einem 4:1-Sieg im Halbfinale gegen den FC Watford, in dem Hodge zwei Tore erzielte, im Finale des FA Cups gegen Coventry City. Ein Trost für Hodge sollte sein, dass er auch weiterhin in der Nationalmannschaft zu Einsätzen kam und beim 0:0 gegen Schottland im Wembley-Stadion sein 15. Länderspiel absolvierte. Danach sollte er jedoch für längere Zeit nicht mehr berücksichtigt werden.
Die Spurs konnten die gute Form in der darauffolgenden Saison nicht mehr halten, wobei sich der Negativtrend durch den Weggang von Hoddle und später Trainer Pleat dann verstärkte. In der Zwischenzeit war Hodges Konkurrent in der Nationalmannschaft, Barnes, im Sommer zum FC Liverpool gewechselt und spielte bis 1988 eine außerordentlich gute Saison. Hodge spielte zwar beständig in der Mannschaft der Spurs, konnte jedoch an seine vorherigen Leistungen nicht anknüpfen und befand sich dann auch nicht mehr im Kader der englischen Mannschaft, die zur Europameisterschaftsendrunde nach Deutschland fuhr. Im Nachhinein war Hodge jedoch ein Gewinner dieser Entscheidung, da sich England mit drei Niederlagen aus drei Spielen vorzeitig aus dem Turnier verabschiedete und sich sehr schwach präsentierte.

### Rückkehr nach Nottingham (1988–1991)
Robson griff im ersten Spiel nach der Europameisterschaft, beim 1:0-Sieg gegen Dänemark im Wembley-Stadion, wieder auf Hodge zurück. Dieser hatte nach der Rückkehr zu Nottingham für 550.000 Pfund unter Clough wieder zu früherer Stärke zurückgefunden. Hodge wurde mit ansteigender Form in Nottingham wieder regelmäßig in die Nationalmannschaft berufen, obwohl Einsätze auf dem Spielfeld rar blieben.
Forest gewann 1989 den relativ bedeutungsarmen Simod Cup und erreichte das Finale im Ligapokal. Bei seinem ersten großen Titelgewinn, als Forest mit 3:1 gegen Luton Town gewinnen konnte, wurde Hodge bei einer Offensivaktion im Strafraum zu Fall gebracht. Nigel Clough verwandelte den fälligen Elfmeter und brachte damit Forest auf die Siegerstraße. Nur eine Woche später musste das Halbfinalspiel im FA Cup gegen den FC Liverpool aufgrund der Ereignisse in Hillsborough verschoben werden. Bei der Neuansetzung spielte Hodge bei der 1:3-Niederlage im Old Trafford. In der darauffolgenden Saison konnte Hodge mit Forest den Ligapokal-Titel mit einem 1:0 gegen Oldham Athletic verteidigen. Zudem wurde Hodge nach einer guten Leistung als Einwechselspieler gegen Italien im Wembley-Stadion wieder häufiger in der englischen Mannschaft berücksichtigt. Nachdem England sich seinen Platz bei der WM 1990 in Italien gesichert hatte, spielte Hodge in den vier Vorbereitungsspielen zu dem Turnier.
Hodge wurde dann auch in den Kader für die Weltmeisterschaft berufen, erlitt jedoch unmittelbar danach eine Verletzung, in deren Folge er auf Englands Weg zum Halbfinale zu keinem Einsatz während des Turniers kam (als einziger Feldspieler Englands). Auch beim Spiel um den dritten Platz war Hodge noch nicht vollständig gesund, so dass er auch an dieser Partie nicht teilnehmen konnte. Robson trat nach der Weltmeisterschaft zurück und Hodge wurde zunächst von seinem Nachfolger Graham Taylor nicht berücksichtigt. Zu dieser Zeit musste Hodge auch in seinem Verein um seinen Stammplatz gegen einen aufstrebenden irischen Teenager mit dem Namen Roy Keane kämpfen, um eine Reihe mit Garry Parker zu bilden, der als zentraler Mittelfeldspieler, obwohl nie Nationalspieler, gesetzt war. Taylor nominierte Hodge im Jahr 1991 beim 2:0-Sieg gegen Kamerun. Beim 1:0-Sieg gegen die Türkei, während eines Qualifikationsspiels zur EM 1992 in Schweden, absolvierte Hodge dann sein 24. Länderspiel. Bei Nottingham Forest hatte er zwischenzeitlich seinen Stammplatz verloren und wurde auch im Finale des FA Cups gegen seinen alten Verein Tottenham Hotspur zunächst nicht aufgestellt. Hodge wurde in der zweiten Halbzeit eingewechselt, aber die Spurs gewannen das Spiel mit 2:1 nach Verlängerung.

### Die 1990er-Jahre (1991–1998)
Im Sommer verkaufte ihn Clough für eine Ablösesumme von 900.000 Pfund an Leeds United, was die höchste Summe in der Transferhistorie von Hodge war, obwohl sich dieser bereits im Herbst seiner Karriere befand. Er kam dann an der Elland Road auch nur spärlich zu Einsätzen, die ihn jedoch zu seiner ersten Meisterschaft in der ersten Saison für Leeds führten. Der Erfolg wurde in erster Linie mit den anderen Mittelfeldspielern Gordon Strachan, Gary McAllister und Gary Speed verbunden, deren Leistungen in der Öffentlichkeit vordergründig honoriert wurden.
Hodge wurde kurzzeitig an Derby County ausgeliehen, bevor er dann 1994 für eine geringe Ablöse zu den Queens Park Rangers wechselte. Es folgten zwei Spielzeiten, in denen er lediglich in 15 Spielen zum Einsatz kam, bevor er sich dann dem FC Watford anschloss. Danach spielte er in Hongkong. Seine letzten Spielerstation vor seinem endgültigen Rücktritt war dann der Londoner Verein Leyton Orient.
Hodge zog sich nach seinem Rücktritt aus der Öffentlichkeit zurück, obwohl er sich gelegentlich in den englischen Medien zeigt, um zumeist sein Maradona-Trikot zu präsentieren. Das Trikot selbst hat er an das National Football Museum in Manchester langfristig ausgeliehen.

## Erfolge
- Englischer Meister: 1992
- Ligapokal-Sieger: 1989, 1990
- Simod-Cup-Sieger: 1989